# Hyacinth House
Hyacinth House är en låt med The Doors från LP:n L.A. Woman 1971. Introt torde ha inspirerat John Lennons låt Woman från LP:n Double Fantasy 1980. Likheten mellan de båda låtarnas intro är slående.